# Skra Bełchatów
El Skra Bełchatów es un club de voleibol de Bełchatów, en el voivodato de Lodz, en Polonia. Juega en la Polska Liga Siatkówki y, con ocho ligas y seis copas, es el club con más títulos del país.

## Palmarés
- Campeonato de Polonia
  - Ganador (9): 2005, 2006, 2007, 2008, 2009, 2010, 2011, 2014, 2018
    - 2 º lugar (2): 2012, 2017
      - 3.er lugar (3): 2002, 2015, 2016

- Copa Polaca
  - Ganador (7): 2005, 2006, 2007, 2009, 2011, 2012, 2016
    - 2 º lugar (3): 2004, 2017, 2018

- Supercopa de Polonia
  - Ganador (4): 2012, 2014, 2017, 2018

- Liga de Campeones
  - 2 º lugar (1): 2012
    - 3.er lugar (2): 2008, 2010
      - 4.to lugar (1): 2015

- Campeonato Mundial de Clubes de la FIVB
  - 2 º lugar (2): 2009,  2010
    - 3.er lugar (1): 2012,
      - 4.to lugar (1): 2017

Fuente: Volleyball - Belchatów PGE (Poland): palmares, results and name